# Lagarotis pubescens
Lagarotis pubescens är en stekelart som först beskrevs av Holmgren 1857.  Lagarotis pubescens ingår i släktet Lagarotis och familjen brokparasitsteklar. Inga underarter finns listade i Catalogue of Life.